# Robert Rathbun Wilson
Robert Rathbun Wilson (Frontier, 4 de março de 1914 — Ithaca, 16 de janeiro de 2000) foi um físico estadunidense.
Foi líder de um grupo do Projeto Manhattan, escultor e um dos criadores do Fermilab, onde foi o primeiro diretor, no período 1967—1978.
Ao se graduar na Universidade da Califórnia em Berkeley (bacharelado e PhD), recebeu seu doutorado sob a supervisão de Ernest Lawrence por sua participação na criação do cycloton no Laboratório de Radiação da faculdade. Em seguida, trabalhou na Universidade de Princeton juntamente com Henry DeWolf Smyth na Separação eletromagnética de isótopos de urânio. EM 1943, ele e muitos de seus colegas entraram no Projeto Manhattan, mais especificamente na sede em Los Alamos, onde se tornou chefe do Grupo Cyclotron (R-1), e eventualmente da Divisão de pesquisas (R).
Depois da guerra, Wilson trabalhou brevemente como professor na Universidade Harvard, e, em seguida, como professor de física e chefe do laboratório nuclear da Universidade Cornell. Lá, juntamente com seus colegas, construiu quatro Síncrotrons para elétrons. Em 1967, assumiu a diretoria do National Accelerator Laboratory, também conhecido como Fermilab. Além de completar a instalação dentro do prazo e do orçamento, também o fez de forma estética, com o prédio administrativo propositalmente reminiscente da Catedral de Beauvais, e restaurou a pradaria com uma manada de bisões americanos. Ele se demitiu em 1978 como forma de protesto contra o financiamento inadequado do governo.